# Ulrich Peters (Politiker)
Ulrich Max Wilhelm Karl Peters (* 15. Juni 1922 in Greifswald; † 9. Mai 2003 in Wolfen) war ein deutscher Politiker und Volkskammerabgeordneter der DDR für die  DDR-Blockpartei National-Demokratische Partei Deutschlands (NDPD). 

## Leben
Peters war der Sohn eines Lehrers. Nach dem Besuch der Grundschule und des Gymnasiums in Greifswald wurde er zur deutschen Wehrmacht eingezogen. Am 26. März 1940 beantragte er die Aufnahme in die NSDAP und wurde zum 1. September desselben Jahres aufgenommen (Mitgliedsnummer 7.714.575). Gegen Ende des Zweiten Weltkrieges geriet er in Gefangenschaft. Nach seiner Rückkehr studierte er von 1948 bis 1956 Chemie an der Ernst-Moritz-Arndt-Universität Greifswald, wo er den Abschluss als Diplom-Chemiker erlangte. Später wurde er Hautdispatcher im VEB Elektrochemisches Kombinat Bitterfeld.

## Politik
Peters trat 1950 in die NDPD und im gleichen Jahr in den FDGB ein. Von 1953 bis 1956 war er Mitglied des NDPD-Kreisvorstandes Greifswald und anschließend bis 1961 Mitglied des Kreisvorstandes Bitterfeld. Von 1954 bis 1956 war er Abgeordneter des Bezirkstages Rostock.
In der Wahlperiode von 1963 bis 1967 war er Mitglied der NDPD-Fraktion in der Volkskammer der DDR.

## Auszeichnungen
- Ehrenzeichen der NDPD
- Aktivist der sozialistischen Arbeit